# كسيس
كسيس هي قرية في مقاطعة سلماس، إيران. يقدر عدد سكانها بـ 107 نسمة بحسب إحصاء 2016.